# 热月党
热月党（法語：Thermidoriens）是法国大革命中后期的一个政治团体，存在于1794年到1799年。

## 历史
热月党得名于1794年的热月政变，那时，它的成员—由保罗·巴拉斯、让-朗贝尔·塔利安和约瑟夫·富歇带领—组织了一场政变，反对马克西米连·罗伯斯庇尔和安东万·路易·德·圣茹斯特。政变成功后，罗伯斯庇尔和圣茹斯特以及他们的支持者一起走上了断头台。
支持政变的议员如下：
- 温和派（平原派的成员），如埃马努埃尔-约瑟夫·西耶斯、让-雅克·雷吉斯·德·康巴塞雷斯和弗朗索瓦-安托万·布瓦西·当格拉（英语：François Antoine de Boissy d'Anglas）[6]

- 反对罗伯斯庇尔的山岳派，如塔利安和让-巴蒂斯特·卡里耶[7]

- 救国委员会和治安委员会的成员，如巴拉斯、贝特朗·巴雷尔、拉扎尔·卡诺、马克-纪尧姆·亚历克西·瓦迪耶、讓-皮埃爾-安德烈·阿馬爾（英语：Jean-Pierre-André Amar）和让-马里·科洛·代尔布瓦（英语：Jean-Marie Collot d'Herbois）

随后，热月党人在国民公会中获得了多数席位。1795年，共和三年宪法通过。新宪法用督政府替代了国民公会。热月党人信奉共和主义和资本主义—就像新的宪法一样—还有社会保守主义和经济自由主义。
1795年选举后，热月党人又在下院， 即五百人院中获得了多数席位。在巴黎，热月党的总部在诺阿耶宫，领导者为督政之一的保罗·巴拉斯。1799年，拿破仑·波拿巴的雾月政变爆发，督政府被执政府取代，拿破仑本人成了第一执政。
雾月政变后，议会中的各种党派被全数解散。

## 选举结果
| 五百人院 |          |          |           |       |             |
| 选举年   | 总得票数 | 总得票率 | 席位      | +/–   | 领导人      |
| 1795     | 12,600   | 42.0%    | 242 / 750 | –     | 保罗·巴拉斯 |
| 1797     | 未知     | 未知     | 91 / 657  | ▼ 151 |             |
| 1798     | 未知     | 29.3%    | 387 / 807 | ▲ 296 | 保罗·巴拉斯 |